# Angry Monk - Réflexions sur le Tibet
Pour plus de détails, voir Fiche technique et Distribution.
Angry Monk - Réflexions sur le Tibet est un road movie, film documentaire du cinéaste suisse Luc Schaedler qui décrit la vie d’un moine, Gendün Chöphel, né en 1903 dans le village de Zhoepang dans l'Amdo. 

## Synopsis
Gendun Choephel quitte jeune son village et entre au monastère de Lama Tashikiel et y étudie les enseignements bouddhiques.
Il rejoint après le monastère du Labrang, peuplé à l’époque de 4000 moines. Il rencontre dans la ville proche un missionnaire américain avec qui il parle longuement de l’Amérique et du monde extérieur. Ce missionnaire exerce sur lui une influence déterminante. Il prend conscience du retard considérable de son pays. 
En 1927, il quitte Labrang et se rend à Drépung, près de Lhassa. Il y approfondit ses connaissances. 
Gendun Choephel quitte la vie monastique en 1934.

## Message
Luc Schaedler affirme que son film vise à contrer les documentaires remplis d'admiration pour les monastères, pour le lamaïsme ainsi que pour la société nomade que l'on célèbre comme étant le vestige d'une très ancienne culture demeurée intacte.

## Fiche technique
- Réalisation, scénario et production : Luc Schaedler
- Musique originale : Loten Namling, Heinz Rohrer et Roland Widmer
- Photographie : Filip Zumbrunn
- Montage : Kathrin Plüss et Martin Witz
- Musique : Loten Namling
- Durée : 97 minutes
- Pays :  Suisse
- Langue : anglais | allemand | français | tibetain
- Format : couleur
- Date de sortie : 
  -  Suisse : 1er septembre 2005 (Zürich)

## Distribution
| Acteur           | Personnage | Commentaires                                                       |
| ---------------- | ---------- | ------------------------------------------------------------------ |
| Gendün Chöphel   | lui-même   | Documents anciens                                                  |
| Jamyang Norbu    | lui-même   | Essayiste politique                                                |
| Hortsang Jigme   | lui-même   | Historien                                                          |
| Alak Yongtsin    | lui-même   | Ancien ami d'école, 98 ans                                         |
| Tashi Tsering    | lui-même   | Tibétologue                                                        |
| Thupten Wangpo   | lui-même   | Il eut une rencontre inoubliable avec Chöpel quand il avait 17 ans |
| Thomas Sarbacher | narrateur  |                                                                    |
| Loten Namling    | narrateur  |                                                                    |
| Phil Hayes       | narrateur  |                                                                    |